# Pochybek prodloužený
Pochybek prodloužený (Androsace elongata) je útlá, bíle kvetoucí, jednoletá a poměrně vzácná bylina rostoucí na teplejších stanovištích. Je to v české přírodě nejčastěji se vyskytující druh rodu pochybek.

## Rozšíření
Areál rozšíření se u tohoto druhu rozprostírá od Střední Evropy přes jihovýchodní a východní Evropu až po jih Uralu a oblasti okolo Kavkazu. V České republice se vyskytuje v oblastech termofytika a mezofytika, v Čechách roste v Povltaví, Českém středohoří či Českém krasu, na Moravě na Hané, Drahanské vrchovině či v Hustopečské pahorkatině.

## Ekologie
Konkurenčně slabý druh vyskytující se na suchých a teplých (xerotermních) stanovištích v málo zapojených porostech, jako jsou suché trávníky, úhory, vinice, kamenité svahy, náspy nebo okraje cest. Často se také vyskytuje v blízkosti lidských sídel na chudé, písčité půdě s neutrální až slabě kyselou reakcí. Na stanovištích se objevuje poměrně krátkodobě a v různě silných populacích. Vzhledem k velikosti a celkově gracilnímu vzhledu bývá snadno přehlédnutelný.

## Popis
Drobná, krátkověká, efemérní rostlina, vysoká jen 5 až 15 cm, s jednou nebo několika bezlistými lodyhami pokrytými jednoduchými i žláznatými chlupy. Listy rostou pouze v přízemní růžici, jsou přisedlé, dlouhé jen do 2 cm a mají kopinatou čepel, ta bývá celokrajná nebo je v horní části částečně oddáleně zubatá.
Stvol nese jednoduchý okolík drobných květů s třemi až osmi květy. Obal má tvořeny eliptickými celokrajnými listeny kratšími než květní stopky. Bílé květy jsou oboupohlavné a rostou na stopkách které se později značně prodlužují, bývají dlouhé i jako samotný stvol. Pýřitý, pěticípý, 3,5 až 5 mm dlouhý kalich je trubkovitý a delší než koruna v něm skrytá. Bílá koruna má vejčitou trubku s nálevkovitým okrajem rozděleným do pěti mělce vykrojených plátků mající v ústí žluté výstupky. K plátkům korunní trubky je nitkami přirostlých pět tyčinek se žlutými prašníky, svrchní semeník s čnělkou nese drobnou bliznu. Nektar určený pro opylující hmyz vyvěrá z vrcholu semeníku. Jako pojistka proti samoopylení je v květech vyvinuta heterostylie a dále blizna dozrává dříve než pyl v prašnících. Květy rozkvétají v dubnu a květnu. Ploidie druhu je 2n = 40.
Po opylení se ze semeníku vyvine kulovitá tobolka až 5 mm velká, která je obalena ve vytrvalém kalichu. Tobolka s více semeny se otvírá na vrcholu pěti zuby, drobná semena roznáší vítr i mravenci.

## Ohrožení
V minulosti byl pochybek prodloužený v české přírodě častým druhem, nyní však rychle mizí a je proto „Červeným seznamem cévnatých rostlin České republiky“ z roku 2012 řazen mezi ohrožené druhy (C3).

## Galerie

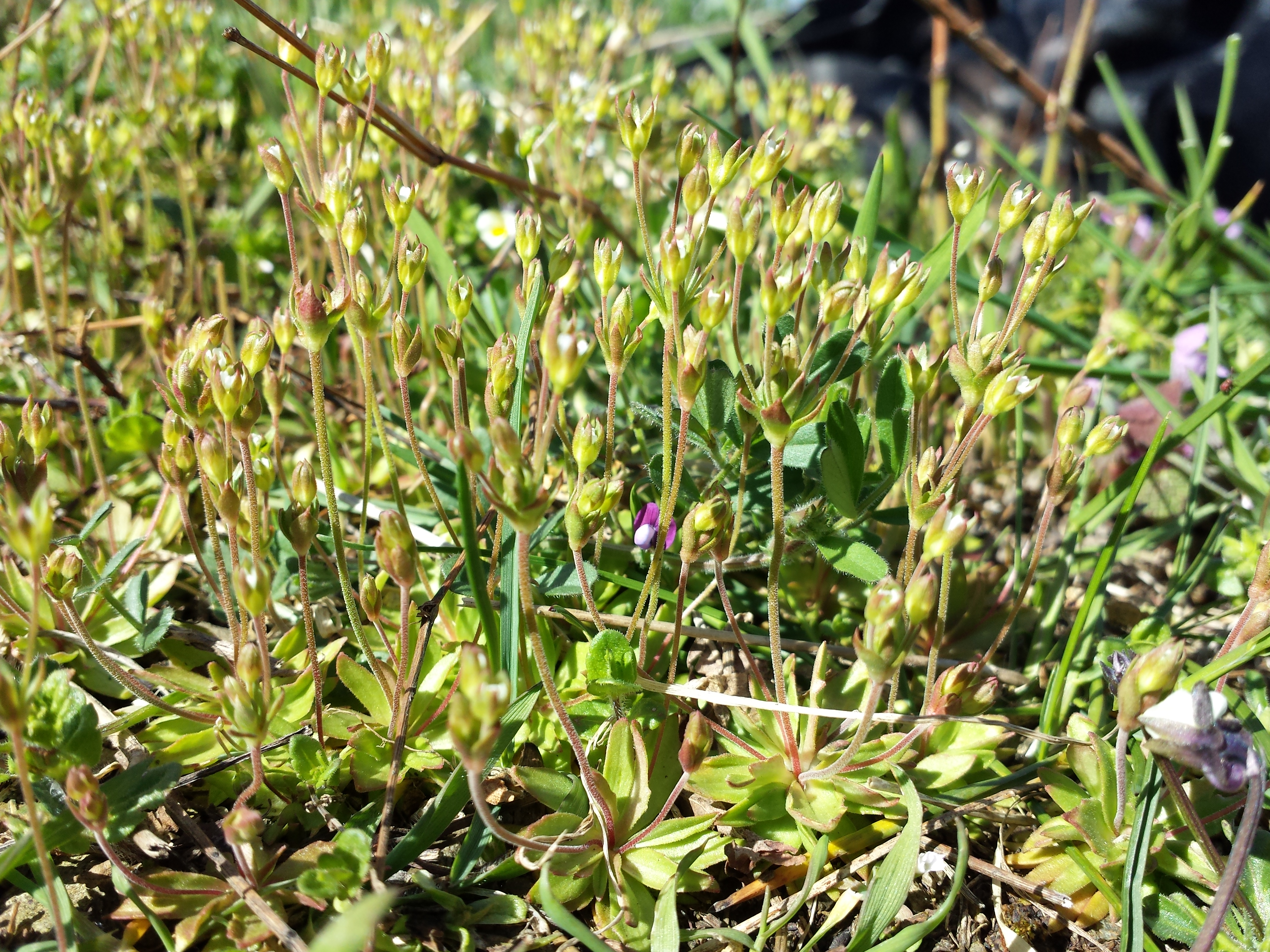
Porost pochybku prodlouženého
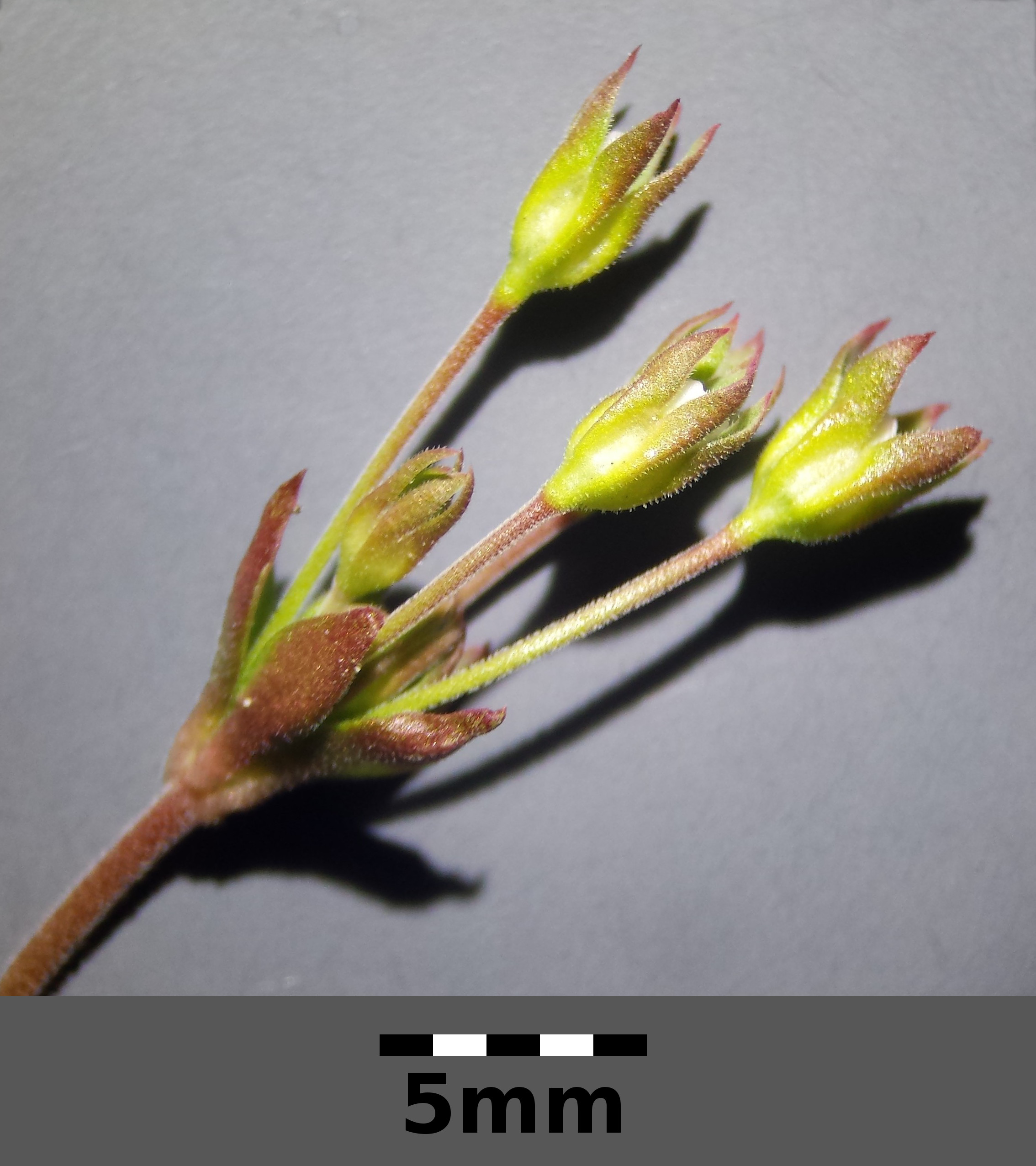
Okolík před květem
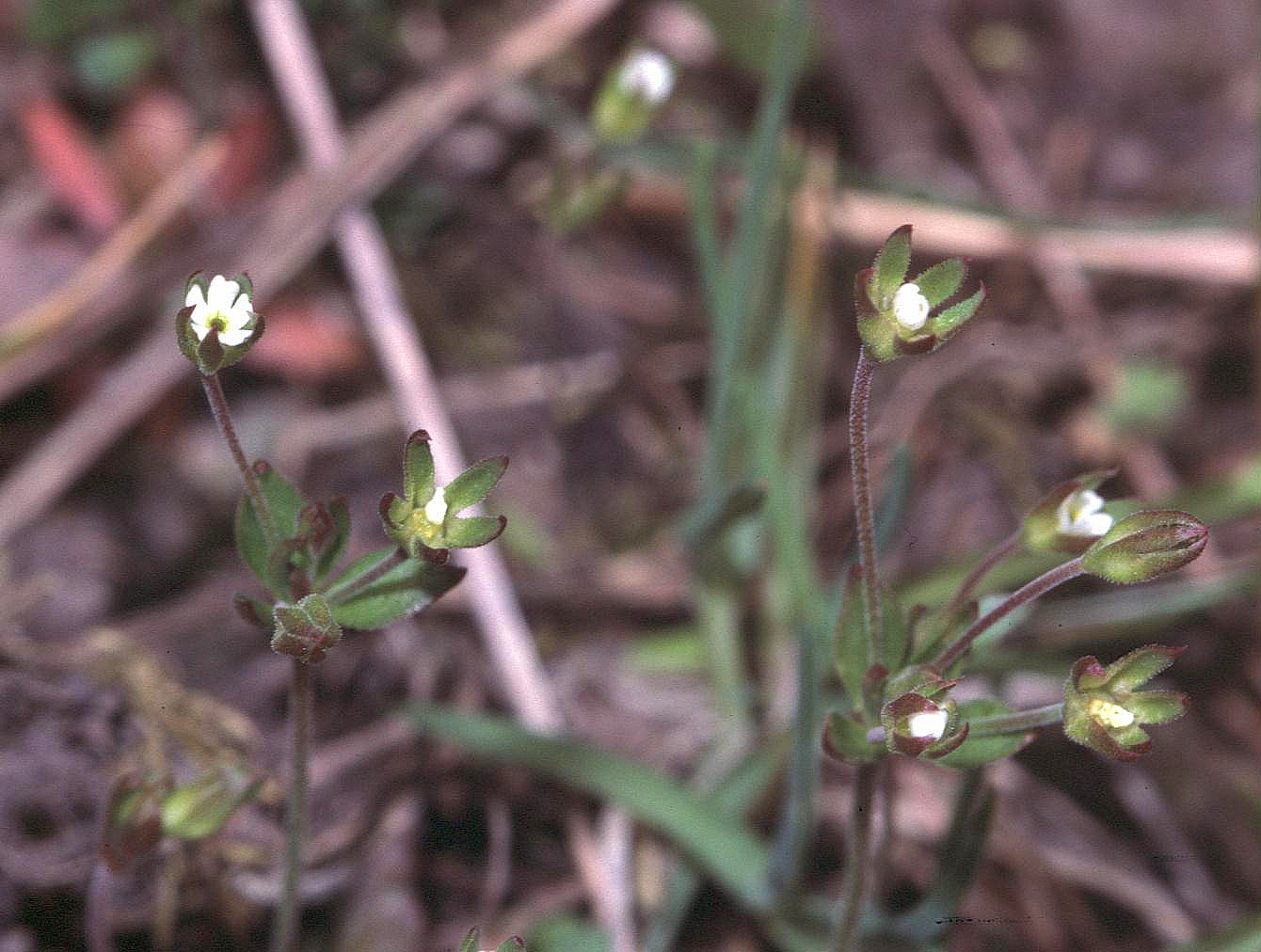
Květy